# Manndalen
Manndalen (kvänska: Olmavankka, nordsamiska: Olmmáivággi) är en ort och ett område i Kåfjords kommun i Troms fylke i norra Norge. Manndalen har knappt 1 000 invånare. Orten är känd för den internationella Riddu Riđđu-festivalen.
Manndalen ligger omkring 160 kilometer från Tromsø längs Europaväg 8/Europaväg 6 via Nordkjosbotn och Skibotn. Landskapet domineras av berg, och bosättningarna sträcker sig från E6 vid havet nere vid orten och 13 kilometer upp i dalen. Genom dalen flyter Manndalsälven. Från Løkvoll nederst i dalen kan man se rakt över fjorden till kommunens centralort Olderdalen.
Jordbruk med får, getter och kor, samt fiske har länge varit huvudnäringar i Manndalen. Senter för nordlige folk, som bland annat inrymmer ett samiskt språkcentrum, Samtidsmuseet for nordlige folk och kontoret för Sametingets kulturminnevern, ligger i Manndalen.

## Mångkulturell bygd
Det var två markerade invandringsvågor av finsktalande migranter till Nordnorge, den första i mitten av 1700-talet och den andra under missväxtåren 1867–1869. Invandrarna vandrade, eller följde med samer, uppför Tornedalen och ned mot havet längs Skibotndalen och sedan spred de sig i bland annat Lyngen-området, inklusive Kåfjord och Manndalen.
Manndalen tillhörde sommarbetesområdena för de renskötande samerna från Karesuando, som kom ned från fjällen om somrarna. Både de etniska norrmännen, kvänerna och samerna talade både nordsamiska, kvänska och norska, innan förnorskningsperioden 1850–1950 ledde till en upplösning av den språkliga och kulturella mångfalden i Nordnorge. Manndalen är dock idag ett centrum för revitalisering av sjösamisk kultur och av samiska i Nord-Troms.

## Bilder

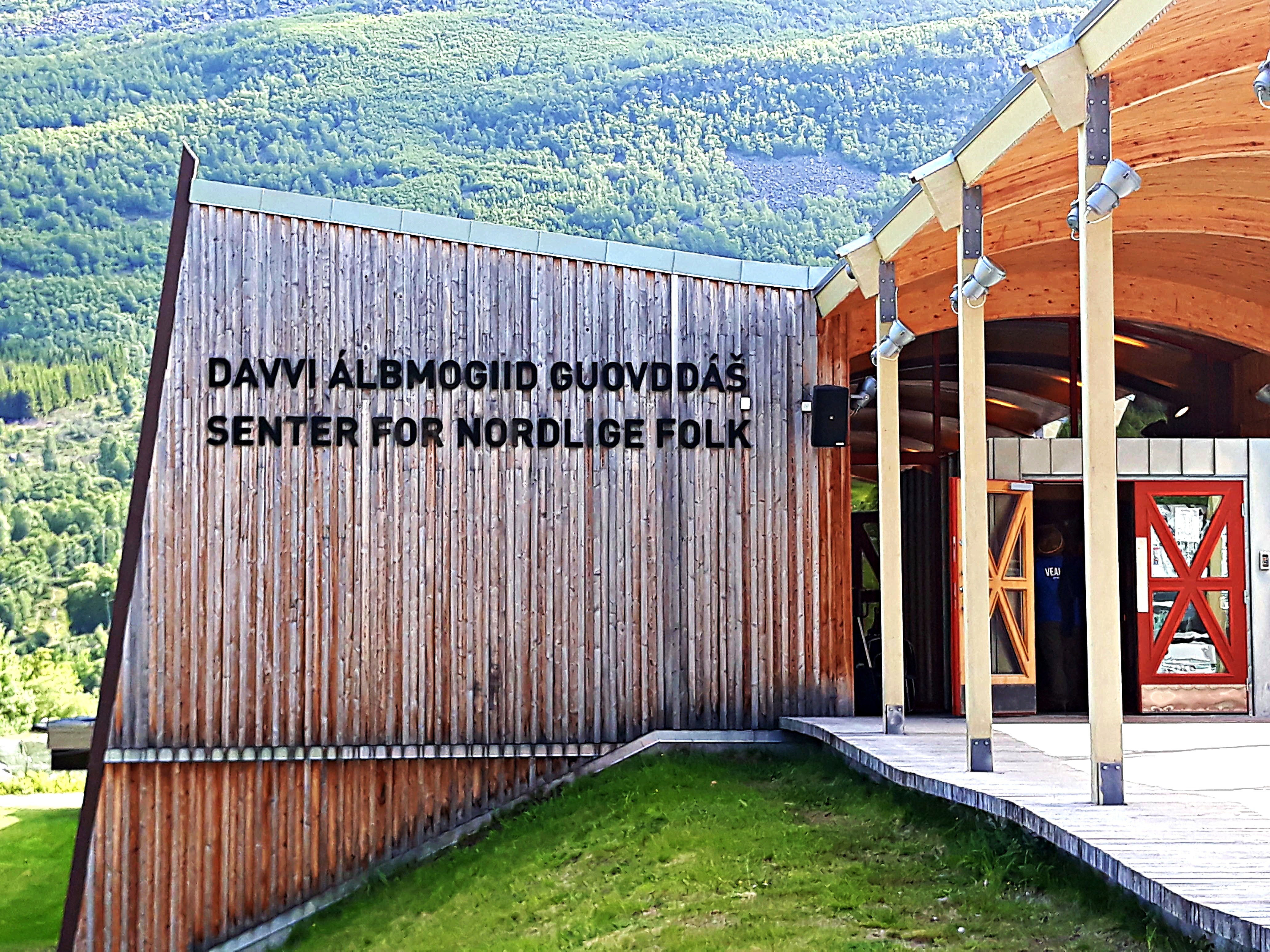
Senter for nordlige folk Foto: Kimberli Mäkäräinen.
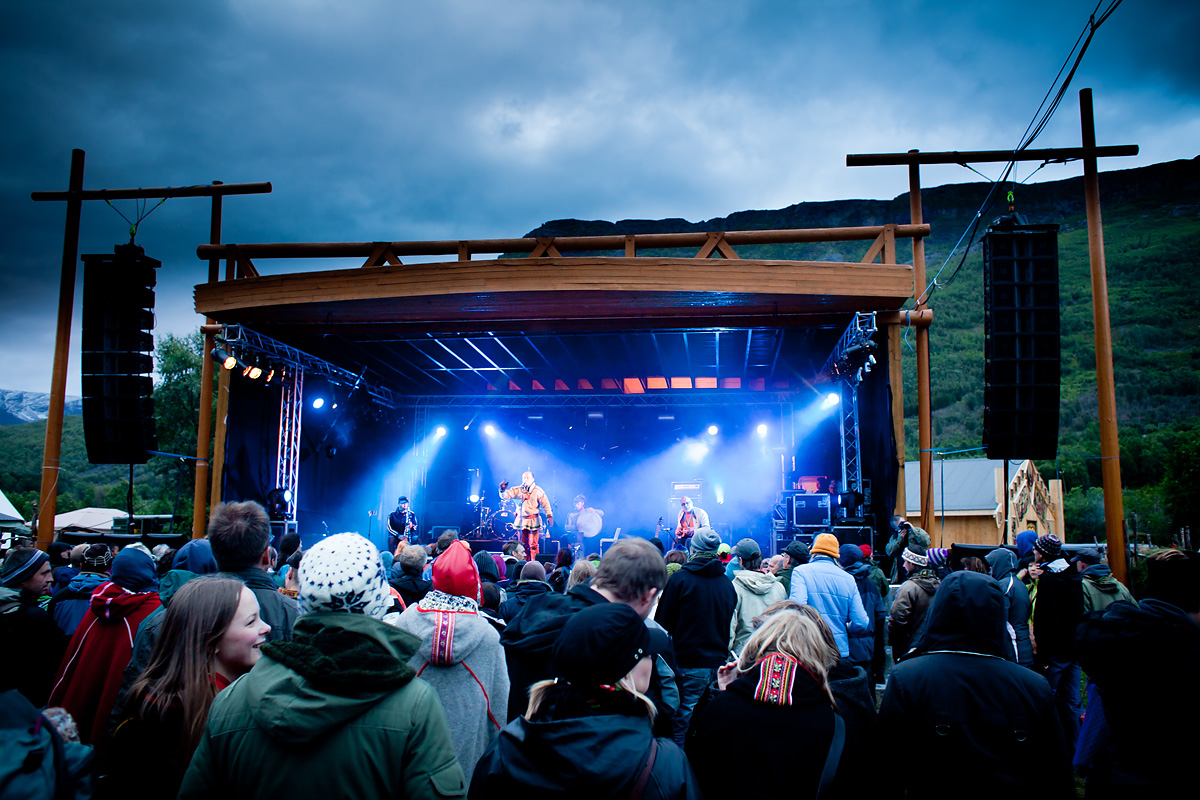
Wimme på Riddu Riđđu-festivalen år 2010.
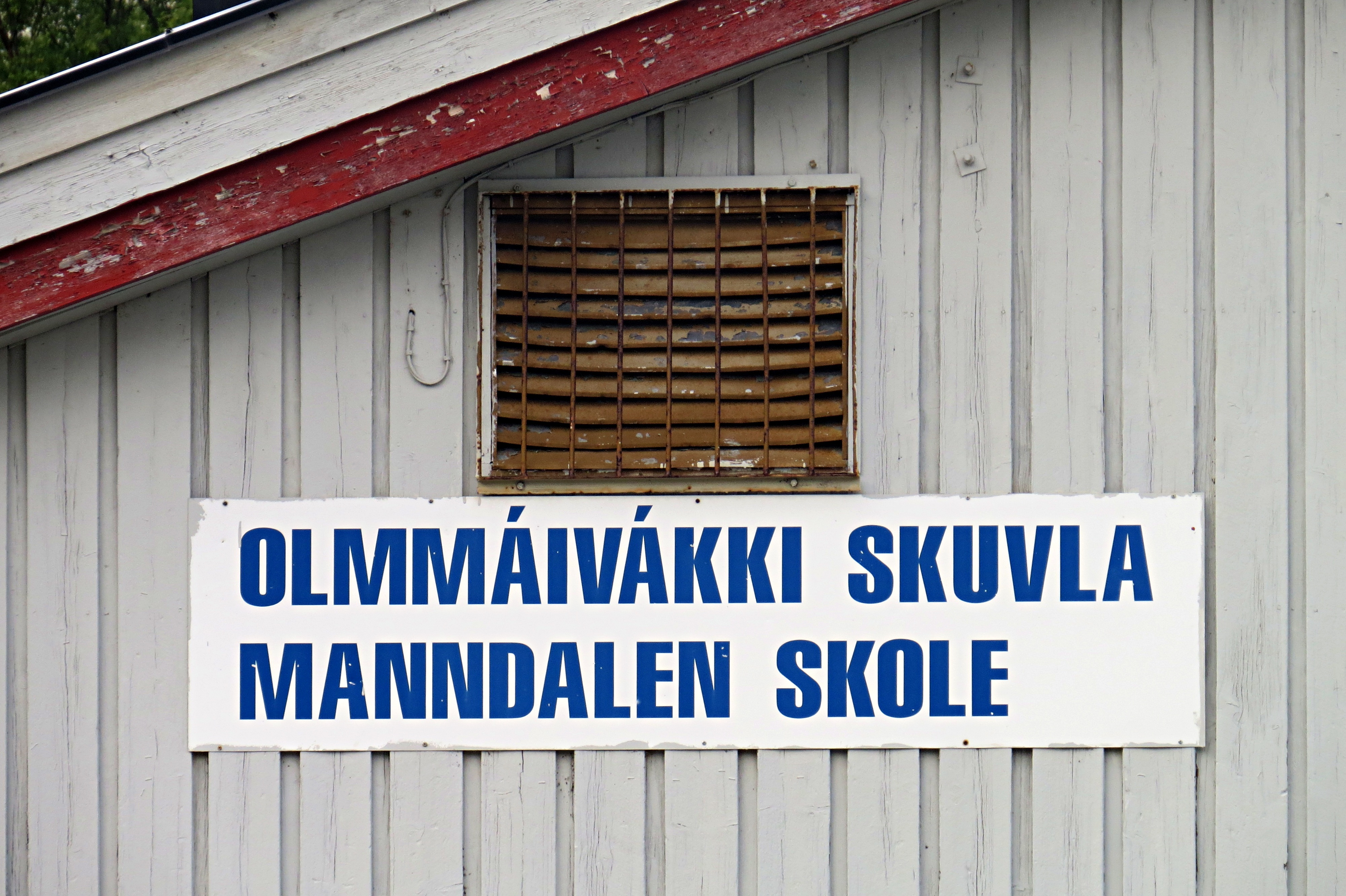
Manndalens skola Foto: Kimberli Mäkäräinen.